# آنمون تاجدار
آنمون تاجدار، گل باد (نام علمی: Anemone coronaria) نام یکی از گونه‌های شقایق نعمانی است. در زبان عربی به این گل شقایق‌النعمان و زبان ترکی استانبولی "dağ lalesi" یا لالهٔ کوهی گفته می‌شود.
آنمون تاجدار گل ملی کشور سوریه است.